# ريان كروتي
ريان كروتي (بالإنجليزية: Ryan Crotty)‏ هو لاعب اتحاد الرغبي نيوزيلندي، ولد في 23 سبتمبر 1988 في نيلسون في نيوزيلندا.

## وصلات خارجية
- ريان كروتي عل موقع إسبنسكروم (الإنجليزية)
- ريان كروتي على موقع ItsRugby.co.uk (الإنجليزية)